# Македонски глас (1885 – 1887)
Вижте пояснителната страница за други значения на Македонски глас.
„Македонский глас“ е български революционен вестник, посветен на Македонския въпрос, излизал в София от януари до септември 1885 година.

## Създаване
В края на 1884 и началото на 1885 година поради зачестилите османски притеснения над българското население в Македония, интересът към Македонския въпрос в свободното Княжество и в Източна Румелия се засилва. В периода между 4 и 10 декември 1884 година в София е създадено дружеството на българската македонска емиграция „Македонски глас“. Членовете на настоятелството са Васил Диамандиев - председател, К. Стоянов - подпредседател, Коста Попспирков - касиер и секретари Георги Кусев и К. Секулов. От 5 януари 1885 година дружеството започва да издава едноименния вестник, който излиза веднъж седмично в четвъртък. Диамандиев казва:
| „ | Бяхме избрани аз и г-н К. Попспирков да съберем предварително една сума от доброволни помощи от македонските и княжеските българи без изключение за поддържане на тоя вестник. | “ |

Отговорен редактор е Христо Томов, а от брой 5 – Александър А. Карагюлев. На броеве 1 – 31 и 37 редактор е Димитър Ризов, а на 32 - 34 Илия Георгов. Печата се в печатницата на К. Т. Кушлев. Отговорник-гарант е Коста Попспирков.
| Годишнина | Броеве | Дата                             |
| --------- | ------ | -------------------------------- |
| I         | 1 – 34 | 5 януари 1885 – 3 септември 1885 |
|           | 35     | 25 януари 1887                   |

Вестникът от първия си брой прави впечатление с добрата си литературна форма и остротата на позициите си. Голяма част от съдържанието е и на френски език. В дописката „От редакцията“ във 2 брой от 10 януари се казва, че вестникът ще се издържа от „волни помощи“, редакторите няма да получават заплата, а редакционният комитет ще е известен само на членовете на дружеството. Фактически редактор на вестника е Димитър Ризов, подпомаган от Илия Георгов, и двамата членове на Либералната партия. Вестникът е внасян нелегално в Македония.
След Съединението на 7 септември 1885 година „Македонски глас“ издава притурка-възвание за вдигане на оръжие и навлизане в Македония.
На 25 януари 1887 година излиза брой 35 на „Македонски глас“ – юбилейно издание по повод 25-годишнината от смъртта на Димитър и Константин Миладинови.
Автори на вестника са Трайко Китанчев с псевдоним Даскалетина, според спомени на съвременници Иван Евстратиев Гешов, вероятно Димитър Петков, но предимно Ризов и Георгов.

## Позиции
Димитър Ризов дава на вестника крайно направление, смес от дребнобуржоазен радикализъм и народничество, революционен демократизъм и национализъм, с което вестникът прави силно впечатление и добива популярност.

### Македонски въпрос
Вестникът е на силно антиосмански позиции и се бори за прилагане на член 23 от Берлинския договор, който гарантира реформи в останалите под османска власт Македония и Тракия. Програмата на вестника е обявена в първия му брой. Заявява се, че той е плод на негодуванието на емиграциято от турските зверства. Вестникът:
| „ | ще се стреми да изисква от великите сили безотлагателно изпълнение на 23 и 62 членове от Берлинския договор, като единствения понастоящем modus vivendi за далнейшето съществувание на българския елемент в тази страна. Далеч от мисълта да счита тая мярка за гарантираща правилното развитие на многострадалната тая земя, в. „Македонский глас“ ще я поддържа до денят, от който европейските държави сами ще съзнаят нейната палиативност и сами ще пожелаят нейното заменявание с друга по-целесъобразна. | “ |

В допълнение вестникът заявява, че ще дава верни информации за положението на българите в Македония. Казано е, че ще се стреми „да удържа духовете на македонските емигранти в Княжество България и Източна Румелия на онази легална почна, която се е създала през 1878 г. в Берлин със санкцията на великите сили“, но същевременно
| „ | ако приятелите на европейския мир не благоволят и тоя път, след дълги седем години, да настоят да по-скорошното оделотворение на своите постановления касателно Македония, то в. „Македонский глас“ трудно ще може да се обяви несолидарен с възможно едно движение, имеюще за цел самостоятелното погрижвание за съдбата на тази робска измъчена страна. | “ |

Според някои данни дружеството действа в унисон с правителството. Министър-председателят Петко Каравелов иска да упражни натиск върху Високата порта, използвайки революционно настроените Диамандиев и Ризов за постигане на подобрение на положението на българите в Македония и Одринско и да направи империята по-отстъпчива по въпроса с даване на берати на българските владици. В писмо до Захари Стоянов от 7 януари 1885 година Ризов пише:
| „ | От когато се начена тук „дипломатическото движение“ на македонците, аз бях и останал съм досега убеден, че ако не вземе някой целеизходен резултат туй движение, непременно нужно ще бъде най-късно това лято да последва едно вълнение. Разбира се, като твърде набързо и твърде неподготвено туй вълнение не ше може да бъде сериозно, но инак „движението“ рискува да се обърне на дълго забвение... С това мнение трябва да ти кажа е съгласен и бай Петко... Правителството, т.е. Петко гледа добре на Македония, но той тоже мисли, че не трябва да се бърза с „вълнението“, преди да се изчерпат „дипломатическите средства“. В този дух аз написах и програмата. | “ |

### Румелийски въпрос
Същевременно вестникът подкрепя Съединението на Източна Румелия с Княжество България. От брой 29 от 23 юли 1885 г. до последния 34 брой от 3 септември излизат серия статии под заглавието „Трябва ли да съществува Румелия?“, които показват абсурдността на изкуственото държавно формирование и Румелийският въпрос се обвързва с Македонския. Вестникът е забранен за разпространение в Източна Румелия.

### Проблеми на Княжество
Погледът на вестника върху политиката в Княжеството е пречупена през позициите му по Македонския и Румелийския въпрос. Вестникът в 24 брой от 15 юни 1885 година пише:
| „ | немилостиво ще воюваме против всички, които пречат за освобождението на Македония, па били екзархи, министри, главни управители, князе, дипломати, императори. Решени сме с и без вашата помощ да издаваме своя вестник, даже и тогава, когато би останал само един абонат. Няма откакво да се боим. Нашият редактор е привикнал да редактира вестника гладен, та поради това няма да загубим от немилостта на силните. | “ |

В брой 12 от 23 март 1885 година е поместена статията „Памятта на Любен Каравелов“ от Гяур (Димитър Ризов). В нея след отбелязване на честванията на Каравелов от студентските общности в Прага и гимназистите в Лом и Пловдив, Гяур напада „гадните твари“ клеветници на Каравелов – „всевъзможните Андреевци, Кисимовци, Стоил Поповци“. Според Гяур по Македонския въпрос трябва да се следват възгледите на Каравелов: „Не се излее ли днешното македонско поколение по указания от Любена калъп, аз не виждам никаква гаранция за политическото съществувание на Българска Македония“. Правилната политика е „борба против чорбаджиите, калугерите, народните изедници, от една страна; конфедерация със съседните нам племена“ и „съзиждане на нашия национален живот върху социалистическа основа“.
Българският и румелийският печат е критикуван заради позициите му по Македонския въпрос. Гяур в „Нашата политика“ в брой 15 от 13 април 1885 г. пише: „Пръв по тоя въпрос заговори органът на нашата безформена буржоазия – в. „Марица“. Като всякога, така и в тоя случай „Марица“ сформирова своето мнение, след като изслуша съветите на хората, които се научили да разсъждават за съдбата на нещастниците от своите кадифени канапета – „от тези руски кръгове, к оито могат да окажат известно съдействие за успеха на едно македонско движение, няма изгледи на съчувствие“, проблада „Марица“, па и уважаемий руски генерален консул в Пловдив не е съгласен с такова движение“. За подобни позиции са критикувани и „Отечество“ в София и „Народний глас“ и „Съединение“ в Пловдив.
Постепенно вестникът се разочарова и от премиера в София Петко Каравелов, тъй като основно залага на дипломатическите средства за решаване на Македонския въпрос. Критикува „Търновска конституция“ и окръжния управител в Кюстендил Никола Славков, за предполагаемо предаване на четата на Адам Калмиков – уводната статия на брой 25 от 25 юни 1885 г.
Вестникът пише и против гръцките – брой 5 от 31 януари 1885 година, и сръбските претенции в Македония за сметка на българския елемент – брой 7 от 16 февруари 1885 година Отразява македонските митинги в Княжеството и Румелия, отразява мисията на майор Хенри Тротер, препечатва текстове на Емил дьо Лавеле в защита на българите в Македония от чужди вестници, отразява проблемите в Македония.

### Статии на Димитър Благоев
Във вестника публикува първите си статии току-що екстернираният от Русия Димитър Благоев. В брой 16 от 20 май 1885 г. излиза първата му статия „Балканска федерация и Македония“ – подлистник с мото „Имеяй уши слышати да слышати“, подписана Д. Б. В следващия брой 17 от 27 април тя е поместена като уводна на френски език. Статията започва с „Една от най-величествените идеи, които са движели когато и да е человечеството, е идеята на международната федерация“. Благоев отхвърля като фикция либералната мисъл – „принципът на индивидуализма, завещан от XVIII столетие, оказва се несъстоятелен“. Международните отношения трябва да „се регулират от един висш критерий – от справедливостта“. Авторът пита дали при принципа на индивидуализма, тоест „конкуренцията и експлоатацията“ не е „илюзия индивидуалността на всяка народност?“ Благоев смята, че отношенията между народите трябва са се регулират от „някое учреждение, което да пречи на експлоатацията на народите“, и че „Пътят на съвременния човешки прогрес е този, който води към една всесветска федерация. В него е щастието и силата на народите...“ „В настоящето време, за да достигне един народ най-високо материално и нравствено развитие, каквото позволява науката, необходимо е съюз, колективизъм...“, тоест „за да избегнем робството, необходима е федерация на народностите“ като „Балканската федерация съставлява само част от всесветската. Тази последната преди няколко години намери на Балканския полуостров свои величави апостоли – Л. Каравелов, Ботев, Левски и др.“ Финалът на статията е вариация върху финала на „Манифеста на Комунистическата партия“: „Народи на Балканския полуостров! Съединете се, догдето не е късно!“
В 21 брой от 25 май уводната статия със същото име „Балканска федерация и Македония“ отново е на Благоев, написана на френски език, а в следващия брой като подлистник е поместена на български. В статията Благоев развива по-дълбоко проблема с федерализма, разглеждайки капиталистическото общество и мястото на пролетариата в него. „Пауперизмът, страшната бедност на пролетариата и заедно с това неговото политическо и обществено съзнание като цяло съсловие неизбежно привеждат човечеството към революционния взрив, който ще смеле сегашната социална организация, основана на експлоатацията на единия спрямо другия...“ Благоев смята, че с демократичната федерация балканските народи ще се противопоставят на европейския империализъм, и разглежда предпоставките за осъществяването ѝ. В края на статията е поместена „Забележка на редакцията“, в коят осе казва: „Макар и напълно да сме съгласни с възгледите на почитаемия автор от тази статия, ний не можем да не забележим, че предлаганият от него начин за осъществуване на тази идея ни се представя възможен само в едно по-далечно време.“
Статиите предизвикват критики от другия български вестник на македонска тематика „Македонец“, който ги разглежда от националистически позиции и смята, че първо трябва да се действа за освобождението на Македония. В 15 брой на „Македонец“ от 15 юни 1885 г. Нищий заявява: „Ние казваме, че балканската федерация ще се осъществи след освобождението на Македония, и че то ще даде възможност да се ширят и проповядват такива святи идеи...“
Отново като подлистник в броеве 23 и 24 от 8 и 15 май 1885 година е публикувана статията на Благоев „Учителйо Динката“, посветена на видния възрожденец и учител на Благоев от родното му Загоричани Георги Динков.